# 오스위고 요새 전투
오스위고 요새 전투(Battle of Fort Oswego, 프랑스어: Bataille de Fort Oswego)는 프렌치 인디언 전쟁 때인 1756년 벌어진 영국군과 프랑스군 사이의 전투이다. 1756년 당시 프랑스는 행진을 계속하였고, 같은 해 8월에 벌어진 이 전투에서 루이 조제프 드 몽칼름이 이끄는 프랑스군이 영국 군대의 요새인 오스위고 요새를 공략했다.

## 배경
프렌치 인디언 전쟁의 발단이 된 주먼빌 글렌 전투로 영국과 프랑스 두 나라의 정부는 북아메리카에 정규군을 보냈다. 누벨프랑스와 영국령 뉴욕의 경계선 지역인 오하이오 영토와 다른 변경 지역을 둘러싼 양국의 새로운 대립에 의한 것이었다. 현재 뉴욕주 북부가 된 이 지역은 그 당시 이로쿼이 연맹이 널리 지배하고 있었다. 영국의 전략의 일부는 온타리오 호수의 서쪽에 있는 프랑스 나이아가라 요새를 원정대를 파견하여 점령하는 계획도 있었다. 이 원정대의 진로로 오스위고 강 온타리오 호수로 올라 하구 지령 본부를 둔 말이었다. (현재 뉴욕주 오스위고 시의 위치에 해당) 매사추세츠 만 식민지 총독인 윌리엄 셜리의 지휘 하에 오스위고 요새는 강화되었고 또한 이에 포함된 조지 요새와 온타리오 요새가 1755년에 건설되었다. 나이아가라 요새에 원정 계획은 병참 보급이 불가능한 것과 오스위고 주변의 프랑스 군이 1755년부터 1756년에 걸친 겨울에 강화되었기 때문에, 실현에는 이르지 않았다.
1755년 시점에서 프랑스의 온타리오 호수 주변의 작전은 호수에 대형 군함을 몇 척을 정박시키고 서쪽으로 나이아가라 요새와 남쪽으로 프롱트나크 요새 사이를 자유롭게 항해하는 정도였다. 하지만, 1756년 3월, 이 프랑스 군함은 오스위고 요새를 지원하는 불 요새와 우드 크릭을 공격했다. 불 요새는 오스웨고 요새를 지원하는 핵심 보급 창고였으며, 이곳은 모호크 강으로 이어져 오스위고 강으로 횡단하는 수로였다. 공격은 성공을 거두었고, 오스위고의 주둔 부대에 물자가 파괴되었고, 1756년 나이아가라 요새 원정 계획을 사실상 좌절시켰다. 1756년 5월, 누벨프랑스 총독인 피에르 드 리고 보드레이유의 명령에 의해 프랑스 군과 인디언 동맹군은 루이 쿨롱 드 빌리에르의 지휘 아래 헨더슨 만(현재의 뉴욕 사케츠 항구)에서 오스위고의 주둔 부대를 사냥하는 작전에 나섰다.

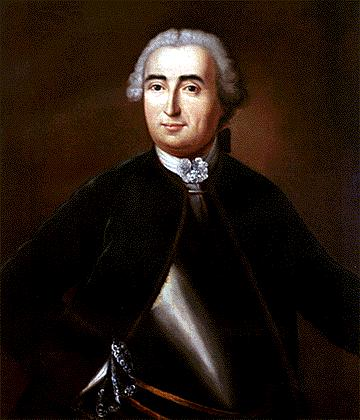
루이 조제프 드 몽칼름 장군

1756년 5월, 프랑스 군대를 지휘하기 위해 루이 조제프 드 몽칼름 장군이 몬트리올에 도착했다. 몽칼름과 보드레이유는 서로 맞지 않았고, 지휘 문제에 대해서도 부딪쳤다. 조지 호수의 남쪽에 영국군이 집결하는데 대한 우려로 인해, 몽칼름은 우선 샹플랭 호수에 접한 카리용 요새로 가서 요새의 방어 상태를 확인했다. 한편 보드레이유는 오스위고에 대한 기습을 감행하기 위해 프롱트나크 요새의 프랑스 병사를 집결시켰다. 기습 정찰 부대로부터 긍정적인 보고에 따라 몽칼름과 보드레이유는 기습을 하기로 결정했다.
1756년 3월, 매사추세츠 만 식민지 총독 셜리는 제4대 라우던 백작 존 캠벨로 총독이 교체된다는 통보를 받았다. 라우던의 부지휘관인 제임스 아베크롬비 장군이 6월 하순에야 올버니에 도착하기 때문에 셜리는 아베크롬비가 올 때까지 온타리오 호에 있는 프랑스 요새에 원정할 것을 기대하고 오스웨고에 보급선을 구축하였다.
6월에는 윌리엄 존슨이 오논다가의 이로쿼이 연맹의 근거지로 가서, 이로쿼이 연맹의 지파인 쇼니 족과 델라웨어 족의 도움을 얻기 위해 협상에 성공했다. 셜리는 이 부족들의 병력을 원정에 활용하려는 생각했다. 셜리는 또한 2,000명 규모의 항해 또는 선박 건조 경험이 있는 무장 보트 선원들을 고용했다. 7월, 존 브래드스트리트의 지휘 하에 그들은 오스위고 요새에 보급을 했다. 그러나 그들은 귀환하는 길에 프랑스군의 습격을 당해 60 ~ 70명의 사상자를 내게 된다.
7월말에 올버니에 도착한 라우던은 즉시 셜리가 계획하고 있던 오스위고 기지에서의 원정을 중단시켰다.

### 오스위고 요새
오스위고의 복합 방어 시설은 3개의 분리된 요새로 구성되어 있었다. 오스위고 강의 동쪽 편에는 1755년 통나무로 지어진 온타리오 요새(Fort Ontario)가 있었으며, 강어귀를 내려다보는 높은 곳에 위치해 있었다. 이곳에 페펄렐 연대에서 온 370명의 병력이 주둔해 있었으며, 비교적 양호하게 정비되어 있었다. 오스위고 요새(Fort Oswego)는 강의 서쪽 편에 있었으며, 남서쪽으로 토루로 둘러쌓여 있는 석조와 점토로 된 중앙 구조물을 가지고 있었다. 그러나 강건너 온타리오 요새에 완전히 노출되어 있었다. 오스위고 요새를 점령하고 있던 셸리 연대가 래스컬 요새(악당 요새)라고 불렀던 최근에 건설된 조지 요새(Fort George)는 수비군이 사격을 할 수 있는 총안조차 부족한 완성되지 않은 목조 울타리를 친 요새로 150명의 뉴저지 민병대로 채워져 있었다. 오스위고 요새와 조지 요새는 주둔 부대를 수용할 시설도 충분하지 않았고, 상호 방어 기능을 할 수 있는 대포는 몇 문만 갖춰져 있었을 뿐이었다.
페퍼렐 연대의 제임스 머서 대령의 총 지휘 하에 있게 된 두 메사추세츠 연대에게 중요한 요소는 그곳에서 겨울을 나는 것이었다. 그들은 보급 물자 특히 식량 보급이 원활하지 않았다. 많은 병사들이 동절기에 괴혈병과 같은 질병으로 사망했으며, 보급 부족으로 요새를 포기해야 할 것인지 진지하게 논의가 이루어지기도 했다. 요새 주둔하는 부대 규모는 명목상 2,000명에 이르지만, 실제 임무에 투입되는 병사는 1,200명도 되지 않았다.

### 프랑스군의 진군
7월16일에 카리용을 떠난 몽칼름은 프랑수아 가스통 드 레비의 지휘 하에 3일 후 몬트리올로 돌아왔다. 그가 프롱트나크 요새로 떠난 이틀 후, 그곳에서 프랑스군과 대규모 인디언을 집결시켰다. 프랑스군은 라 자르 연대, 구이엔느 연대, 베아른 연대, 해병대 대대와 식민지 민병대가 집결하는 동시에, 인디언들도 누벨 프랑스의 각 지역에서 250명 정도가 집결했으며, 군 전체 규모는 대충 3,000명이었다. 보드레이유 총독의 동생인 프랑수아 피에르 드 리고가 선발대 700명을 이끌고 8월 4일에 본대가 출발하기 전에 사케츠 항구에서 빌리에르 군에 합류하기 위해 떠났다. 선발대는 밤새 현재의 울프 섬까지 행군을 계속했고, 야간에 사케츠 항구로 건너기 위해 그곳에서 주간을 보냈다. 8월 8일에 전군이 합류하였고, 다음 날 9일에 오스위고를 향해 떠났다.
8월 9일, 보드레이유와 빌리에르 군이 육상으로 오스위고를 향해 진군하는 동안 몽칼름과 다른 병사는 바토에서 온타리오 호로 접근하였다. 8월 10일 새벽, 온타리오 요새에서 동쪽으로 3.2 km 떨어진 지점에 도착했다. 야음을 틈탄 그들의 은밀한 이동은 성공적이었고, 아침에 작은 순시선이 몽칼름 일행을 발견하기 전까지는 영국군은 아무것도 몰랐다. 영국군이 파견한 대형 선박은 프랑스 야포에 의해 격퇴 당했다.

## 전투

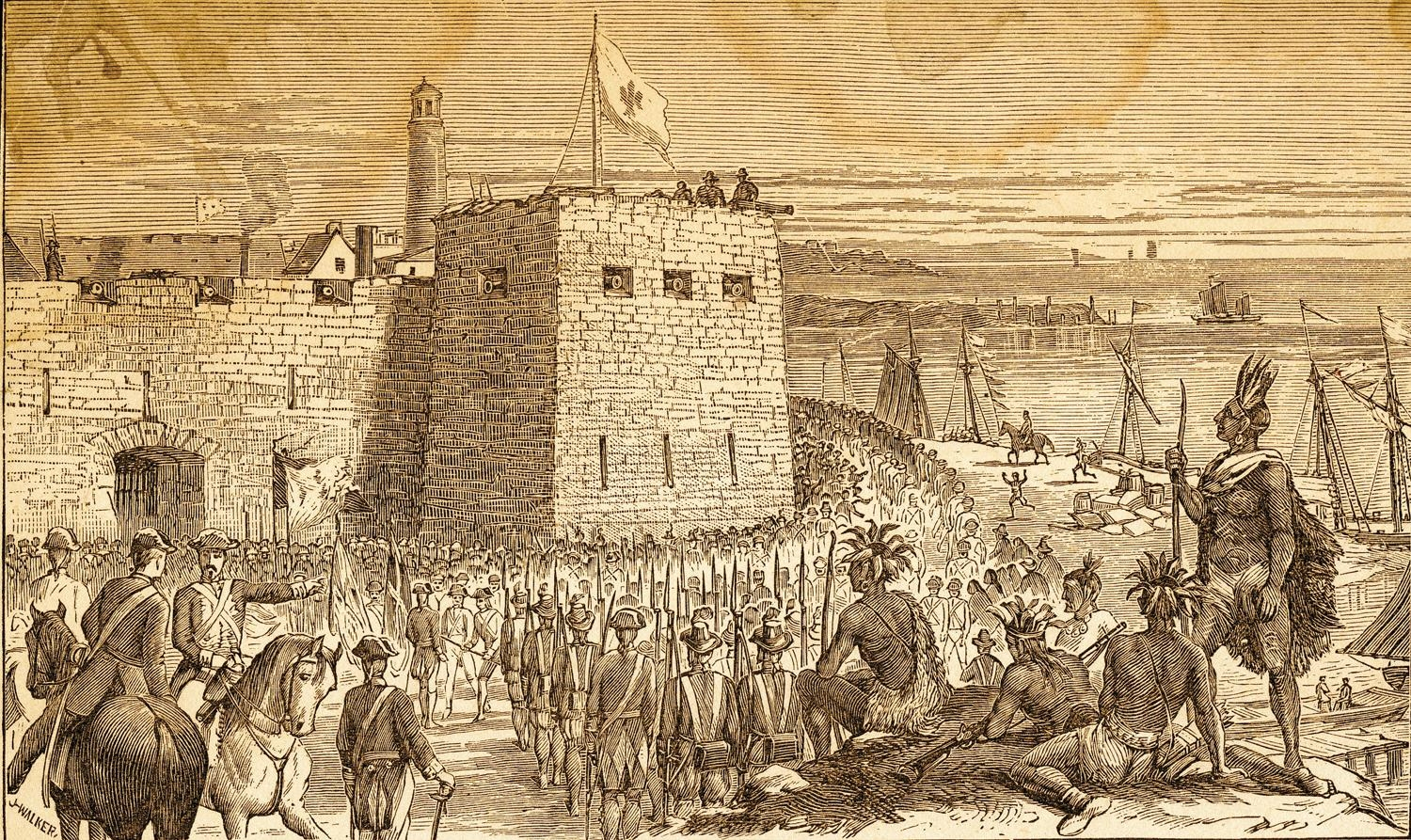
오스위고 요새 전투

몽칼름의 공병이 다른 장교와 한 무리의 인디언 동맹 병력들과 함께 영국군의 방어 상태를 조사하기 위해 갔다. 머리 가죽을 원하던 인디언 중 하나가 프랑스 공병을 영국군으로 오인하여 사살했다. 몽칼름은 피에르 푸쇼에게 요새 포위 전술을 계속 결정하도록 요청했다.
8월 11일부터 8월 12일까지 야밤에 프랑스 군은 포위를 위해 참호를 팠고, 온타리오 요새의 방향으로 파고 들어갔다. 온타리오 요새의 주둔병은 8월13일 늦게까지 프랑스 민병대와 인디언과 포격과 총격을 주고받았는데, 어느 시점에서 머서의 명령에 따라 주둔 병사들은 포위를 위한 판 참호가 목표에 도달하기도 전에 요새를 포기했다.

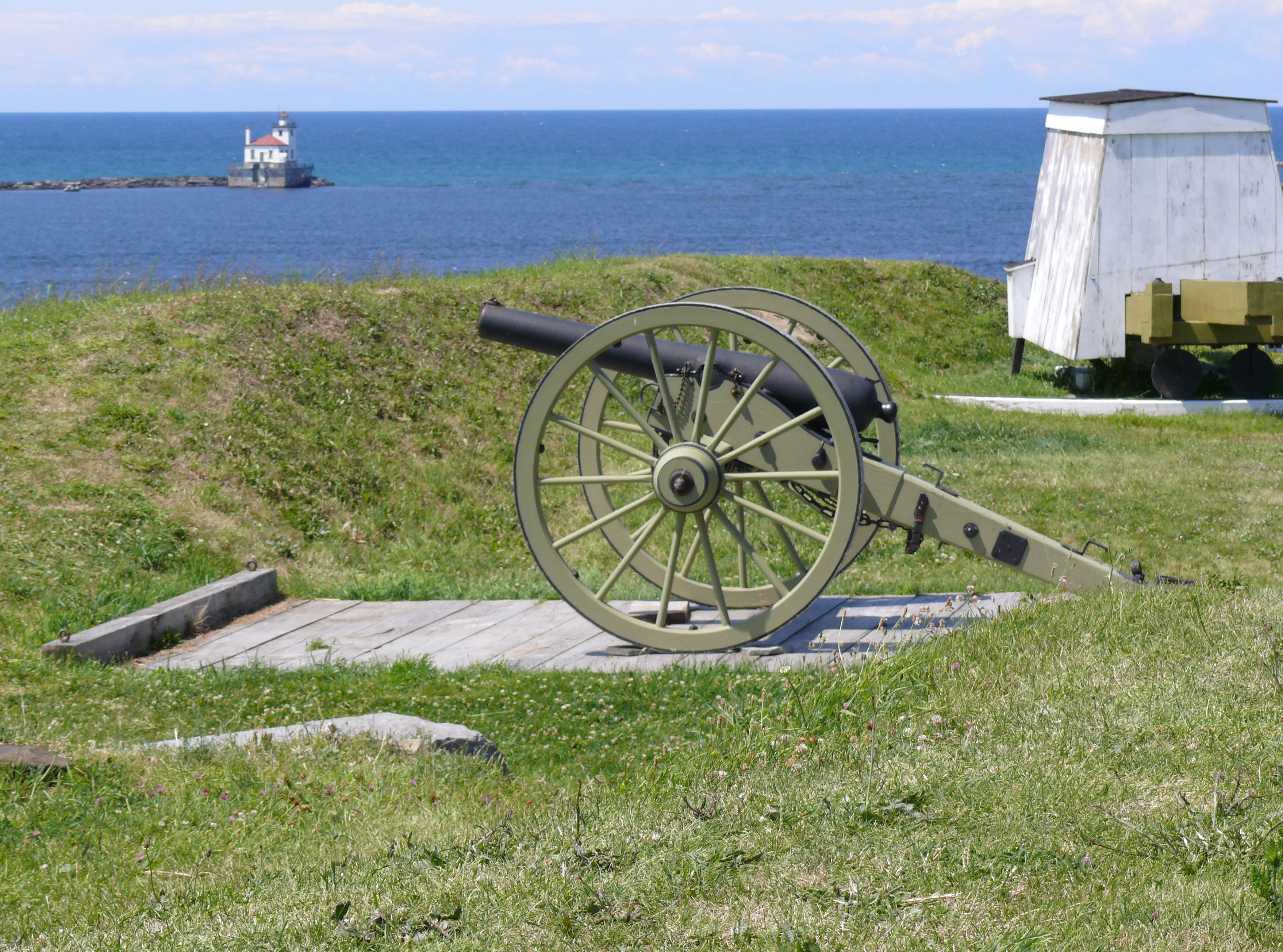
온타리오 요새의 대포(2009년)

이틈을 이용하여, 몽칼름은 버려진 요새를 점령하고, 언덕의 서쪽 고지 끝에 대포를 거취하기 시작했다. 그곳에서 오스위고 요새의 노출된 동쪽 편이 사정거리에 들어갔다. 프랑스 군은 전속력으로 일을 진행시켰고, 8월 14일 아침까지 작동 가능한 9문의 대포를 거취시켰다. 오스위고 요새로 노출된 석조 건물에 포격을 시작하자, 맹렬한 포격으로 방벽은 무너져 내렸다. 적들이 아군의 보루인 온타리오 요새에서 사격해 올 것이라고는 생각지도 못했기 때문에 주둔군의 대포는 강 방향과는 멀리 겨냥되어 거취 되어 있었다. 결국 대포를 돌려서 프랑스 군에게 대응 사격을 어느 정도 했지만, 그러나 몽칼름은 리고에게 약간의 병력을 이끌고 강을 요새에서 상류로 도하하라고 명령했다. 이 병사들은 다소 어려운 상황이긴 했지만, 강을 건너 오스위고 요새의 가장자리에 모습을 드러냈다. 머서 대령이 프랑스 군의 포탄에 피격당해 전사한 거의 같은 시점에 일어난 일이었다. 짧은 작전 회의를 한 후 머서의 사후 지휘관이 된 리틀헤일즈는 백기를 올렸다.

## 결과
영국군은 1,700명이 항복했고, 그 중에는 노동자, 조선기술자, 여성과 어린이가 포함되어 있었다. 몽칼름은 패배한 군인에게 항복 의식을 허락하는 것을 거부했다. 몽칼름은 리틀헤일즈가 너무 빨리 항복해서 그러한 기회를 얻지 못했다고 생각했던 것이다. 캐나다 민병대와 인디언들에게 요새의 문이 열리자, 그들은 난입해서, 요새를 약탈하기 시작했고, 럼주통을 열고 술을 마시며 고주망태가 되었다.
이러한 난중에 일부 영국인들이 탈출을 시도했지만, 취한프랑스군과 인디언에게 도끼를 맞아 살해당했다. 리틀헤일즈 대령은 한무리의 아베나키족 인디언들에게 사로잡혔으며, 겁쟁이에다가, 아픈 척했다고해서 심하게 구타당했다. 이러한 행위에 놀란 몽칼름은 결국 추가 살상을 막을 수 있었다. 장군 몽칼름이 행위에 놀라움 멈출 수. 결국 더 이상의 살육은 막을 수 반면 이렇게도 설득했다. “지금 우리는 국왕 폐하에게 8,000에서 1만 리브르의 전비를 지출해 주시고 있는 것이야.”라고 주장을 펼쳤다. 그런 후 몽칼름은 건조 중인 배를 비롯해 프랑스군이 가져가지 못하는 모든 물자를 파기하라고 명령했다. 그후 영국인 포로를 포함한 전 중대가 몬트리올로 돌아갔다.
8월 12일, 라우던은 결국 제44보병 연대와 브래드스트리스의 선원들을 차출하여 증원군을 오스위고로 파견했다. 그리고 이 부대가 오네이다 캐리에 도착했을 때, 오스위고 요새가 함락되었다는 것을 알게 되었다. 그곳의 요새들이 파괴되었기 때문에 그들은 저먼플래츠로 퇴각했다. 그곳에서 라우던은 프랑스군의 추가 진격을 저지하도록 명령했다. 라우던은 이후 몇 달 동안 기지상실에 대한 책임을 윌리엄 셜리에게 돌리려고 엄청난 노력을 쏟았다. 그는 조사에서 모든 공식적인 혐의를 지웠지만, 많은 예상치 못한 것들이 불거져 나왔다. 셜리는 런던에서 정치적 배경을 동원해 다른 좋은 지위를 얻었다.
오스위고 요새는 1458년에 영국군이 그 지역을 재점령하기 전까지 사실상 버려졌으며, 브래드스트리는 프론트낙 요새 원정을 이끌었다. 1759년이 되어서야 나이아가라 요새 원정의 기지로 다시 사용되었으며, 1760년에는 제프리 애머스트 군이 몬트리올로 이동할 때 사용되었다.

## 참고 문헌
- Anderson, Fred (2001). 《Crucible of War: The Seven years' War and the Fate of Empire in British North America 1754-1766》. Vintage Books. ISBN 0375706364.
- Lucas, Charles Prestwood (1901). 《History of Canada: part1, New France》. Clarendon Press.
- Nester, William (2000). 《The first global war: Britain, France, and the fate of North America, 1756-1775》. Greenwood Publishing Group. ISBN 978-0-275-96771-0.
- Parkman, Francis (1897). 《Montcalm and Wolfe, Volume 1》. Little, Brown, and company.